# Fundació Cultural Amèrica Israel
La Fundació Cultural Amèrica Israel (FCAI) és una organització sense ànim de lucre estatunidenca que recolza diversos projectes culturals a la Terra d'Israel.

## Història de la fundació
La Fundació Cultural Amèrica Israel es va establir en 1939 per donar suport al creixement i el desenvolupament d'una llar nacional jueva. Originalment era conegut com: Fons Americà per a les Institucions Palestines. Després de l'establiment de l'estat sionista d'Israel en 1948, el nom va ser canviat a: Fons Americà per a les Institucions Israelianes, i posteriorment va ser reincorporada com una fundació sense ànim de lucre sota el títol 501(c)(3) als Estats Units d'Amèrica amb el seu nom actual: "Fundació Cultural Amèrica Israel".
Després dels primers anys de finançar el desenvolupament de la vida cultural i artística de la nació israeliana, mitjançant diversos projectes d'inversió de capital en l'agricultura, l'arqueologia, la cultura, el dret, i moltes altres categories, l'organització va canviar el seu enfocament completament cap al món cultural, i des de 1954 es va centrar completament en la promoció de la cultura.
La FCAI va ser un dels primers proveïdors de capital inicial per gairebé totes les institucions culturals notables a Israel, inclosa l'Orquestra Filarmònica d'Israel, el Museu d'Israel, la Companyia de Dansa Batsheva i més de 600 altres institucions. La FCAI va ajudar a establir i a mantenir l'excel·lència de la cultura israeliana arreu del món. En 1961, la FCAI li va atorgar a l'artista Jack Benny un premi pel seu suport.
L'organització va estar allotjada a la casa de William H. Moore. En 1977, la FCAI va crear un nou capítol de l'organització a Washington DC. Els primers receptors d'ajudes econòmiques van incloure a: Daniel Barenboim, Itzhak Perlman, Daniel Libeskind, Pinchas Zukerman, Miriam Fried, Rami Bar-Niv, i Yefim Bronfman.
Des de 2008, la FCAI s'ha reconstruït, augmentant les seves inversions fins als 2,7$ milions de dòlars. La FCAI ha atorgat més de 2,500 noves beques, i ha donat més de vuit milions de dòlars estatunidencs en suport directe a la cultura israeliana.
En 2015, més de 17,000 artistes joves van rebre suport financer. La fundació estava en perill de tancar degut a les pèrdues causades per l'inversor financer Bernard Madoff. La FCAI promou la cultura israeliana internacionalment juntament amb les associacions culturals d'amistat amb Israel, a més de cent països arreu del món. La FCAI està obtenint el suport d'una nova generació de seguidors que creuen en el suport a la cultura, ja que aquesta és la clau per promoure la pau i la comprensió.
En 2019, en celebració del seu LXXX aniversari, la FCAI va llançar els premis PCAI (Premis de Cultura i Art d'Israel), per reconèixer als artistes israelians més importants per les seves contribucions al panorama cultural global. Els guanyadors inaugurals del premi van ser anunciats el 28 d'octubre de 2019. Ells van ser: Hanna Azulay Hasfari (teatre), Ohad Naharin (dansa), Ron Leshem (literatura), Idan Raichel (música) i Vania Heymann (cinema).